# Megan Rapinoe
Megan Anna Rapinoe (Redding, 5 luglio 1985) è un'ex calciatrice statunitense, di ruolo centrocampista.

## Biografia
Le sue origini sono irlandesi e italiane (precisamente di Lanciano e Ripacandida). Il cognome originario è infatti "Rapino".
È dichiaratamente lesbica ed è lesbica anche la sua sorella gemella Rachel, anch'ella calciatrice.
La sua esultanza, divenuta poi celebre, si ispirava all'entrata del wrestler Randy Orton, molto ammirato da Rapinoe.
Rapinoe è una sostenitrice di numerose organizzazioni LGBTQIA+, tra cui il Gay, Lesbian & Straight Education Network (GLSEN) e la Athlete Ally. Nel 2013 ha ricevuto il Board of Directors Award dal Los Angeles Gay and Lesbian Center.
Nel 2018 lei e la sua fidanzata, la cestista Sue Bird, hanno posato per The Body Issue di ESPN, diventando la prima coppia lesbica nella storia della rivista a finire in copertina.
Rapinoe è stata inclusa dal Time nella lista delle 100 persone più influenti del 2020, mentre nel luglio 2022 ha ricevuto dal presidente Joe Biden la medaglia presidenziale della libertà.

## Carriera

### Calcio universitario
Rapinoe ha cominciato a giocare nell'Elk Grove Pride dal 2002 al 2005, squadra militante nella Women's Premier Soccer League (WPSL), giocando insieme alla sua gemella Rachel e alla sua futura compagna di squadra nella nazionale statunitense, Stephanie Cox. Nel 2005 le gemelle Rapinoe si trasferiscono presso l'Università di Portland, dove contribuiranno alla vittoria del titolo nella NCAA Women's Division I Soccer Championship, chiudendo il campionato da imbattute. Come studentessa del secondo anno nel 2006, Megan è stata tra le migliori marcatrici del Paese con dieci gol in undici partite. Nonostante un grave infortunio al legamento crociato anteriore rimediato durante una partita contro la Washington State University il 5 ottobre, che ha posto fine alla sua stagione, ha chiuso come quarta migliore realizzatrice del campionato universitario. Nel 2007 incassa nuovamente il medesimo infortunio, dopo appena due giornate di campionato, perdendo l'intera stagione; nel 2008 riesce a disputare da titolare tutte le partite stagionali per le Pilots, effettuando 5 gol e 13 assist in 22 partite, contribuendo alla vittoria della competizione e venendo nominata Giocatrice dell'anno dalla West Coast Conference.

### Club
Ha giocato negli USA e un anno in Europa, nelle file dell'Olympique Lione.
Il 2 dicembre 2019 viene premiata con il Pallone d'oro come miglior giocatrice dell'anno.

### Nazionale
Rapinoe è convocata dalla federazione calcistica degli Stati Uniti d'America fin dal 2002, quando venne chiamata nell'Under-16, con cui giocò nel United States Youth Soccer Association International Tournament a Houston nel maggio 2003.
Dal 2003 al 2005 gioca nella formazione Under-20, con cui totalizza 21 presenze e 9 reti. Dopo aver partecipato al primo raduno, a Chula Vista nel gennaio 2003, Rapinoe sigla la sua prima rete il 1º marzo, nell'amichevole giocata contro la rappresentativa del Messico under 20, e in seguito viene aggregata alla formazione che nel successivo tour estivo europeo del luglio 2003 incontra in amichevole le nazionali pari età di Paesi Bassi e Germania.
Inserita in rosa con la squadra che affronta le qualificazioni al campionato CONCACAF di categoria 2004, segna 3 reti durante quella fase, e ottenuto l'accesso al mondiale 2004 in Thailandia, durante il torneo va a rete in altre tre occasioni, compresa nella finale per il terzo posto vinta contro il Brasile.
Il 7 luglio 2019 segna il gol dell'1-0 in finale contro i Paesi Bassi contribuendo alla vittoria della propria squadra del mondiale in Francia.
Annuncia il ritiro dopo la fine del mondiale 2023. Negli ottavi di finale, durante l'epilogo ai tiri di rigore, dopo i quali gli Stati Uniti vengono eliminati dalla Svezia, calcia alto il penalty del possibile vantaggio.

## Statistiche

### Presenze e reti nei club
Statistiche aggiornate al 28 novembre 2019.
| Stagione                 | Squadra                   | Campionato               | Campionato | Campionato | Coppe nazionali | Coppe nazionali | Coppe nazionali | Coppe continentali | Coppe continentali | Coppe continentali | Altre coppe | Altre coppe | Altre coppe | Totale | Totale | Totale |
| Stagione                 | Squadra                   | Comp                     | Pres       | Reti       | Comp            | Pres            | Reti            | Comp               | Pres               | Reti               | Comp        | Pres        | Reti        | Pres   | Reti   |        |
| ------------------------ | ------------------------- | ------------------------ | ---------- | ---------- | --------------- | --------------- | --------------- | ------------------ | ------------------ | ------------------ | ----------- | ----------- | ----------- | ------ | ------ | ------ |
| 2009                     | Chicago Red Stars         | WPS                      | 18         | 2          | -               | -               | -               | -                  | -                  | -                  | -           | -           | -           | 18     | 2      |        |
| 2010                     | Chicago Red Stars         | WPS                      | 20         | 1          | -               | -               | -               | -                  | -                  | -                  | -           | -           | -           | 20     | 1      |        |
| Totale Chicago Red Stars | Totale Chicago Red Stars  | Totale Chicago Red Stars | 38         | 3          |                 | -               | -               |                    | -                  | -                  |             | -           | -           | 38     | 3      |        |
| gen.-giu- 2011           | Philadelphia Independence | WPS                      | 4          | 1          | -               | -               | -               | -                  | -                  | -                  | -           | -           | -           | 4      | 1      |        |
| giu.-ott. 2011           | magicJack                 | WPS                      | 8+2        | 2+1        | -               | -               | -               | -                  | -                  | -                  | -           | -           | -           | 10     | 3      |        |
| ott. 2011                | Sydney FC                 | W-L                      | 2          | 0          | -               | -               | -               | -                  | -                  | -                  | -           | -           | -           | 2      | 0      |        |
| giu.-dic.2012            | Seattle Sounders          | USL W-L                  | 2          | 1          | -               | -               | -               | -                  | -                  | -                  | -           | -           | -           | 2      | 1      |        |
| gen.-giu. 2013           | Olympique Lione           | D1                       | 6          | 3          | CF              | 4               | 0               | WCL                | 5                  | 2                  | -           | -           | -           | 15     | 5      |        |
| 2013                     | Reign                     | NWSL                     | 12         | 5          | -               | -               | -               | -                  | -                  | -                  | -           | -           | -           | 12     | 5      |        |
| set.-dic. 2013           | Olympique Lione           | D1                       | 8          | 3          | CF              | 3               | 0               | WCL                | 4                  | 1                  | -           | -           | -           | 15     | 4      |        |
| Totale Olympique Lione   | Totale Olympique Lione    | Totale Olympique Lione   | 14         | 6          |                 | 7               | 0               |                    | 9                  | 3                  |             | -           | -           | 30     | 9      |        |
| 2014                     | Reign                     | NWSL                     | 11         | 6          | -               | -               | -               | -                  | -                  | -                  | -           | -           | -           | 11     | 6      |        |
| 2015                     | Reign                     | NWSL                     | 12         | 6          | -               | -               | -               | -                  | -                  | -                  | -           | -           | -           | 12     | 6      |        |
| 2016                     | Reign                     | NWSL                     | 5          | 1          | -               | -               | -               | -                  | -                  | -                  | -           | -           | -           | 5      | 1      |        |
| 2017                     | Reign                     | NWSL                     | 18         | 12         | -               | -               | -               | -                  | -                  | -                  | -           | -           | -           | 18     | 12     |        |
| 2018                     | Reign                     | NWSL                     | 17         | 7          | -               | -               | -               | -                  | -                  | -                  | -           | -           | -           | 17     | 7      |        |
| 2019                     | Reign                     | NWSL                     | 6          | 0          | -               | -               | -               | -                  | -                  | -                  | -           | -           | -           | 6      | 0      |        |
| 2020                     | Reign                     | NWSL                     | 0          | 0          | -               | -               | -               | -                  | -                  | -                  | -           | -           | -           | 0      | 0      |        |
| Totale Reign             | Totale Reign              | Totale Reign             | 81         | 37         |                 | -               | -               |                    | -                  | -                  |             | -           | -           | 81     | 37     |        |
| Totale carriera          | Totale carriera           | Totale carriera          | 151        | 51         |                 | 7               | 0               |                    | 9                  | 3                  |             | -           | -           | 167    | 54     |        |

## Palmarès

### Club
- Campionato francese: 1

Olympique Lione: 2012-2013
- Coppa di Francia: 1

Olympique Lione: 2012-2013
- NWSL Shield: 3

OL Reign: 2014, 2015, 2022

### Nazionale
- Algarve Cup: 2

2011, 2013
- Oro olimpico: 1

Londra 2012
- CONCACAF Women's Championship: 2

2014, 2018
- Campionato mondiale femminile di calcio: 2

Canada 2015, Francia 2019
- SheBelieves Cup: 4

2016, 2018, 2020, 2021
- Bronzo olimpico: 1

Tokyo 2020

### Individuale
- Scarpa d'oro del campionato mondiale: 1

Francia 2019 (6 gol)
- Pallone d’oro del campionato mondiale: 1

Francia 2019
- The Best FIFA Women's Player: 1

2019
- Pallone d'oro femminile: 1

2019
- Miglior costruttrice di gioco dell'anno IFFHS: 1

2019

## Nella cultura di massa
Nel 2023 Rapinoe è comparsa nella docuserie Netflix Under Pressure: la nazionale di calcio femminile USA, insieme alle sue compagne della nazionale, in cui, tramite una serie di interviste, racconti e filmati, viene narrato il percorso degli Stati Uniti ai Mondiali del 2023.

## Filmografia

### Televisione
- The L Word: Generation Q – serie TV, episodio 1×03 (2019)
- Under Pressure: la nazionale di calcio femminile USA – docuserie (2023)

## Opere
- One Life, Londra, Penguin Press, 2020, ISBN 1984881167.